# Polynomiální okruh
Polynomiální okruh (též okruh mnohočlenů) je v matematice, zejména v algebře, takový okruh, který je tvořen množinou polynomů s koeficienty z nějakého jiného okruhu. Jedná se o důležitý algebraický koncept a lze se s ním setkat například při konstrukci rozkladových těles nebo v Hilbertově větě o bázi.
Okruh polynomů v jedné proměnné nad okruhem R je značen R[x], okruh ve dvou proměnných R[x,y] a tak dále.

## Základní vlastnosti
- Je-li R komutativní, je i R[x] komutativní
- Je-li R obor integrity, je i R[x] obor integrity
- Je-li R Gaussův obor integrity, je i R[x] Gaussův obor integrity (Gaussovo lemma)
- Je-li R noetherovský okruh, je i R[x] noetherovský okruh (Hilbertova věta o bázi)
- Je-li R těleso, je R[x] eukleidovský obor